# Oxyeleotris wisselensis
Oxyeleotris wisselensis är en fiskart som beskrevs av Allen och Marinus Boeseman 1982. Oxyeleotris wisselensis ingår i släktet Oxyeleotris och familjen Eleotridae. IUCN kategoriserar arten globalt som otillräckligt studerad. Inga underarter finns listade i Catalogue of Life.